# Manuel Yrigoyen Arias
Manuel Yrigoyen Arias (Lima, 31 de marzo de 1829 - id. 5 de junio de 1912) fue abogado, diplomático, catedrático universitario y político peruano. Miembro del Partido Constitucional o partido cacerista. Fue presidente del Consejo de Ministros (1878-1879; 1890 y 1894-1895), ministro de Relaciones Exteriores (1878-1879; 1879, 1889-1890 y 1894-1895) y ministro de Hacienda y Comercio (1886-1887). Durante su primer periodo como Canciller (1878 a 1879) Chile declaró la guerra al Perú, el 5 de abril de 1879, correspondiéndole entonces orientar la acción diplomática en medio de la mayor crisis internacional de la historia republicana peruana. Fue también diputado por Castrovirreyna (1860), senador por Huánuco (1860-1861; 1883; 1886; 1894; 1903-1912); y alcalde de Chorrillos en 1881. En 1855 fue uno de los socios fundadores del Club Nacional en Lima, y años después su 13.º presidente durante los periodos 1901-1902.

## Estudios y primeras actividades
Miembro de una antigua familia limeña de origen colonial, fue hijo del coronel Pedro de Yrigoyen y Loyola y de Josefa Arias y Larrea.
Cursó sus estudios superiores en el Convictorio de San Carlos, regentado entonces por Bartolomé Herrera, quien supo distinguirlo desde entonces por sus cualidades académicas y personales. A los veinte años, en 1851, fue nombrado profesor de filosofía, pues había obtenido el primer premio en todos sus cursos y alcanzó la medalla de oro anual con la que el colegio distinguía a los alumnos sobresalientes. 
Posteriormente se le encomendaron las cátedras de Derecho Civil y Eclesiástico, y más tarde, en 1853, obtuvo el cargo de vicerrector. En el mismo año (1853) se recibió de abogado e ingresó al Colegio de Lima, donde obtuvo el grado de doctor en la Facultad de Jurisprudencia.
En enero de 1860, y con motivo de la campaña del Ecuador, el mariscal Ramón Castilla, presidente de la República, lo nombró Secretario General en Guayaquil, que aceptó, pese a no ser simpatizante de la política del gobierno. Por su buen desempeño en esta misión logró ganar la confianza y estima del presidente, a cuya familia quedó estrechamente vinculado por el matrimonio que contrajo, terminada la campaña, con Mercedes Diez Canseco Olazábal, sobrina de Francisca Diez Canseco Corbacho, la esposa de Castilla.

## Parlamentario en 1860
En 1860 fue nombrado Oficial Mayor del Ministerio de Justicia, y elegido diputado por la provincia de Castrovirreyna, participando en los trabajos del Congreso Constituyente. A su término, fue elegido senador por el departamento de Huánuco para el periodo 1860-1863.
En los debates a que dio lugar en el Congreso, tomó parte activa, demostrando tanto una tradición liberal como una fuerte influencia del Convictorio de San Carlos y de su director, quienes eran conservadores.
Dada la Ley que estableció la dualidad de Cámaras, Yrigoyen ocupó en el Senado la curul que correspondía al departamento de Huancavelica, y mereció de sus colegas la honrosa distinción de representarlos en la comisión permanente que, en aquella época, sustituyó al antiguo Consejo de Estado.
Durante su actuación parlamentaria reveló, por primera vez, sus especiales aptitudes de legislador, principalmente al sostener que las entradas del guano se empleasen en pagar las deudas del estado, y construir obras públicas, en lugar de atender con ellas los servicios ordinarios de la administración, que debían ser cubiertos con las contribuciones. Decía al respecto: «Este sistema, muy útil y cómodo en verdad para todos, pues casi en nada afecta la renta individual, tiene que llevarnos con el tiempo, sí por desgracia continua, a un estado político y social aterrador». A pesar de sus recomendaciones el dinero de la Era del Guano fue usado en los gastos corrientes de la administración. Agotadas las reservas vinieron crisis económicas.

## Encargado de Negocios en Europa
En 1861 fue nombrado Encargado de Negocios ante las cortes de Bélgica y Prusia, en la primera de las cuales sostuvo los derechos del Perú, con motivo de una reclamación de los Estados Unidos, y que de mutuo acuerdo fue sometida a la decisión arbitral del rey de Bélgica. Estando en Europa como muestra de gratitud hacia su antiguo maestro, hizo construir en Italia de su propio dinero un monumento de mármol de Carrara con el busto del obispo Bartolomé Herrera, pieza que hasta hoy se conserva en el cementerio de la Catedral de Arequipa.
A su regreso de Europa en 1866, la Sociedad de Beneficencia Pública de Lima lo nombró uno de sus miembros del directorio, y en 1868 fue llamado a la Dirección General de Hacienda, puesto que desempeñó hasta que por ley se suprimió ese cargo.
En 1870, el gobierno le encargó, en compañía de Pedro Carbajal y Tomás Dávila, la difícil comisión de informar sobre el estado político, social, y económico del departamento de Puno y proponer las medidas que deberían adoptarse para mejorar los servicios de la administración pública y la condición de las clases populares.

## Ministro en Brasil, Uruguay y Argentina
Durante el gobierno de Manuel Pardo y Lavalle y siendo canciller José de la Riva Agüero y Looz Corswarem, fue nombrado ministro residente del Perú en Brasil, Uruguay y Argentina (1873). Poco después, fue elevado al rango de enviado extraordinario y ministro plenipotenciario en esos mismos países, donde permaneció cinco años.
Tuvo una efectiva acción en fortalecer los lazos de amistad con dichos países. Celebró con Argentina, un Tratado de Amistad, Comercio, y Navegación, una Convención Consular y otra Postal, y desempeñó su triple cargo diplomático, durante las críticas situaciones por las que atravesaba la política sudamericana, haciéndose merecedor a reiteradas felicitaciones de los gobiernos del Perú y Bolivia, cuya representación ostentaba, por decreto del presidente boliviano Adolfo Ballivián. Fue él quien estuvo encargado en calidad de ministro plenipotenciario del Perú y Bolivia, de obtener la adhesión de Argentina al Tratado de Alianza Defensiva Perú-Boliviana, lo que no logró.

## Canciller y Presidente del Consejo de Ministros (1878-1879)
Terminada su actuación en el extranjero, el general Mariano Ignacio Prado, entonces presidente del Perú, le confió el 18 de junio de 1878 la cartera de Relaciones Exteriores. El 17 de diciembre asumió la presidencia del Consejo de Ministros, manteniéndose como Canciller.
La declaratoria de guerra entre Perú, Bolivia y Chile, y la profunda conmoción que causara tan grave acontecimiento en el ánimo de la población, encontraron pues a Manuel Yrigoyen al frente a la Cancillería; siendo por consiguiente quien contestó el manifiesto del ministro de Relaciones Exteriores de Chile en un extenso e importantísimo documento que pasó a todos los países extranjeros y en el cual hace un análisis completo y documentado de las verdaderas causas de esa sangrienta lucha armada.
Cuando el presidente Prado partió al sur para asumir la Dirección de Guerra, dejando en el poder en Lima al anciano general Luis La Puerta, Yrigoyen y su gabinete presentaron su renuncia (17 de mayo de 1879), dando pase al gabinete presidido por el general Manuel de Mendiburu. La cartera de Relaciones Exteriores quedó vacante, pues el gobierno esperaba que Yrigoyen aceptara volver a ocuparla, pero este se mostraba reticente. Pocos días después, el 22 de mayo, ante la presencia amenazadora de la escuadra chilena en el Callao, Yrigoyen asumió nuevamente la Cancillería, al considerar que era un deber patriótico aceptar el puesto que se le asignaba en un momento de peligro nacional.
En octubre del mismo año, presentó nuevamente su dimisión, pero fue otra vez nombrado el 28 del mismo mes, viéndose obligado a aceptar el cargo, por habérsele pedido en un comicio público que tuvo lugar en la Municipalidad de Lima. Pero renunció definitivamente el 2 de noviembre, para favorecer el arreglo de la crisis política interna, poco antes del golpe de Estado de Nicolás de Piérola y la instauración de la dictadura.

## Durante la ocupación de Lima. Alcalde de Chorrillos
Se retiró entonces a la vida privada, hasta que ocurrieron las derrotas peruanas en las batallas de San Juan y Miraflores, que trajo por consecuencia la inmediata la ocupación de la capital por el ejército invasor.
Entonces se dirigió a Jauja, lugar en que se hallaba su familia, y del cual regresó a Lima en febrero de 1881, con el nombramiento de Agente Confidencial que le confirió el Jefe Supremo Nicolás de Piérola, cerca al cuerpo diplomático, para que mediante la intervención de los ministros extranjeros, se pusiera término honroso a la guerra. Más aún habiendo las autoridades chilenas declarado que no aceptaban la intervención ni los buenos oficios del cuerpo diplomático peruano, y que no tratarían con el gobierno dictatorial de Piérola y elevó su renuncia el mismo febrero.
Proclamado en Lima el restablecimiento de la constitución por una junta de notables y elegido Presidente Provisorio Francisco García Calderón Landa, fue nombrado alcalde de San Pedro de los Chorrillos. En ese balneario que todavía estaba en ruinas luego de la guerra, Yrigoyen, apoyado por el teniente alcalde Felipe Varela y Valle, de los sindicos legales Juan Ignacio Elguera y José Albarracín, de los sindicos, Rafael Canevaro Y Valega, Ulderico Tenderini, Gustavo Heudebert y el Ingeniero Teodoro Elmore, entre otros, luchó por su reconstrucción en medio del abandono y de la estrechez de recursos, arriesgando los peligros que se corría entonces allí. Hizo levantar los escombros, arreglar las cañerías de agua que inundaban el pueblo, organizar los planos topográficos y catastrales e inició muchas otras obras, que no pudo continuar por habérselo prohibido las autoridades chilenas que lo ocupaban.
Por este motivo se vio obligado a regresar a Lima, donde se le impuso el cupo de guerra y, no obstante habérselo pagado, se trató de tomarlo preso para mandarlo prisionero a Chile.

## Senador por Junín en 1883 y 1886
No aceptando prestarse a vejámenes personales, huyó de la capital, exponiéndose a todos los inconvenientes y azares de una vida de persecución constante y peligrosa, hasta reunirse en Tarma con Andrés Avelino Cáceres, quien, en representación del gobierno del presidente Lizardo Montero, lo distinguió eligiéndolo senador por el departamento de Junín en el congreso reunido en Arequipa en 1883 lugar hasta el que se vio precisado a hacer una larga y penosa travesía por tierra y en el que permaneció tranquilo hasta la desocupación de Lima, que se logró en virtud de los arreglos negociados por el general Iglesias con el gobierno de Chile. 
Habiendo regresado entonces a Lima, no quiso tener participación alguna en la administración pública y abrió su estudio de abogado para contraerse al ejercicio de la profesión en que había prestado importantes servicios, como magistrado íntegro e inteligente, y como juez de la Corte Suprema, en diversas ocasiones, siendo la última en el año judicial de 1885.
Al terminar el año 1885, triunfando la revolución que encabezó el general Andrés Avelino Cáceres, se anunció que sería enviado a Santiago de Chile como ministro del Perú, a pesar de que el diario El Comercio impugnó tal propósito, alegando que a su falta de capacidad diplomática se debía el que no hubiera llegado a sellarse la alianza de nuestro país con Argentina, antes de que estallara la guerra del Pacífico. Manuel Yrigoyen acudió al diario El Comercio para que enviara a uno de sus redactores a revisar, bajo estricta reserva, el archivo de la legación que pocos años antes había desempeñado en Buenos Aires, y que el mismo conservaba en su poder. La revisión se hizo, resultando plenamente comprobado que el plenipotenciario peruano había procedido con tino y notable éxito, y que si hubo un momento en que sus activas gestiones para realizar la alianza languidecieron, fue en virtud de instrucciones expresas del Ministerio de Relaciones Exteriores del Perú, que tuvo, o creyó tener, razones para no continuar agitándolas.
El 4 de enero de 1886 fue elegido director de la Sociedad de Beneficencia Pública de Lima, puesto en el que permaneció haciendo notables mejoras en los hospitales y demás establecimientos públicos de caridad, y consiguiendo el aumento de las rentas de tan importante institución.
En este mismo año de 1886 fue elegido nuevamente Senador por el departamento de Junín.

## Ministro de Hacienda (1886-1887)
El 23 de noviembre de 1886 fue nombrado ministro de Hacienda y Comercio, integrando el gabinete presidido por Pedro Alejandrino del Solar, en la primera administración de Andrés Avelino Cáceres. Durante esta gestión, encaró el arreglo de la deuda externa a través de la firma de contrato Grace.
El 17 de agosto de 1887, presentó su renuncia irrevocable a este cargo, después de perseverantes y abnegados esfuerzos en pro de la rehabilitación del erario nacional en tiempo en que el presupuesto de la república llegaba a una cifra inmensamente reducida por haberse cerrado durante seis meses los puertos del Perú para las mercaderías procedentes del norte y sur, a causa del desarrollo de la fiebre amarilla en Panamá, y el cólera en Valparaíso.

## Canciller y presidente del Consejo de Ministros (1889-1890)

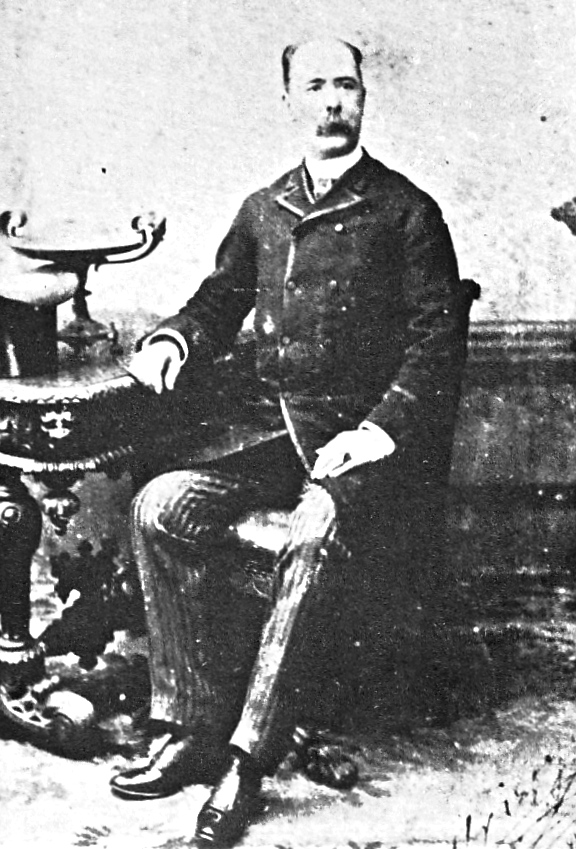
Manuel Yrigoyen, canciller en 1889. Fotografía Courret.

El 4 de abril de 1889 fue nuevamente convocado por el gobierno de Cáceres para ocupar esta vez el cargo de ministro de Relaciones Exteriores. Al reorganizarse el gabinete el 11 de febrero de 1890, pasó a ser, con retención de la Cancillería, presidente del Consejo de Ministros. Inició y dirigió entonces, asesorado por una comisión técnica ad hoc presidida por Antonio Raimondi, las negociaciones con el Ecuador, que llevó a la firma del Tratado de Límites García-Herrera. Este tratado era un acuerdo transaccional, que fue aprobado por el Congreso de Ecuador, pero que el de Perú lo modificó, lo que no aceptó su par ecuatoriano, que acabó declarando insubstente el acuerdo y ordenó que se reanudaran las negociaciones.
En 1891 fue elegido miembro activo de la Sociedad Geográfica de Lima. Miembro del directorio nuevamente, de la Sociedad de Beneficencia Pública de Lima, presidente de la Comisión encargada del Archivo Raymondi, y concejal, una vez más de la Municipalidad de Lima.

## Canciller y presidente del Consejo de Ministros (1894-1895)
En 1894 fue elegido senador por Junín, cargo que desempeñó solo un mes, pues el 10 de agosto de ese año, al inaugurarse el segundo gobierno del general Cáceres, asumió una vez más como ministro de Relaciones Exteriores.
Como canciller celebró con el Ecuador y Colombia un Acuerdo Tripartito sobre límites, en la que se daba personería a este último país en nuestra controversia territorial con el Ecuador, y en la que se devolvía todo su primitivo vigor al Tratado de Arbitraje Bonifaz-Espinoza que fuera suscrito con en 1887 para llevar la controversia limítrofe peruano-ecuatoriana al arbitraje del Rey de España.
La revolución cívico-demócrata (o revolución pierolista), que estalló ese mismo año contra el gobierno de Cáceres, interrumpió las negociaciones que Yrigoyen estaba llevando a cabo en Santiago por intermedio del ministro Ramón Ribeyro para solucionar la cuestión de Tacna y Arica. 
Al reorganizarse el gabinete, el 18 de noviembre de 1894, Yrigoyen fue designado para presidirlo. Conservó el doble cargo (premier y canciller) hasta el 20 de marzo de 1895, cuando, habiendo triunfado la revolución pierolista, en representación del Presidente de la República acordó con la comisión del Cuerpo Diplomático, presidida por el delegado apostólico, monseñor Macchi, la organización de una Junta de Gobierno presidida por Manuel Candamo Iriarte y de la cual no quiso formar parte.

## Militante del Partido Constitucional

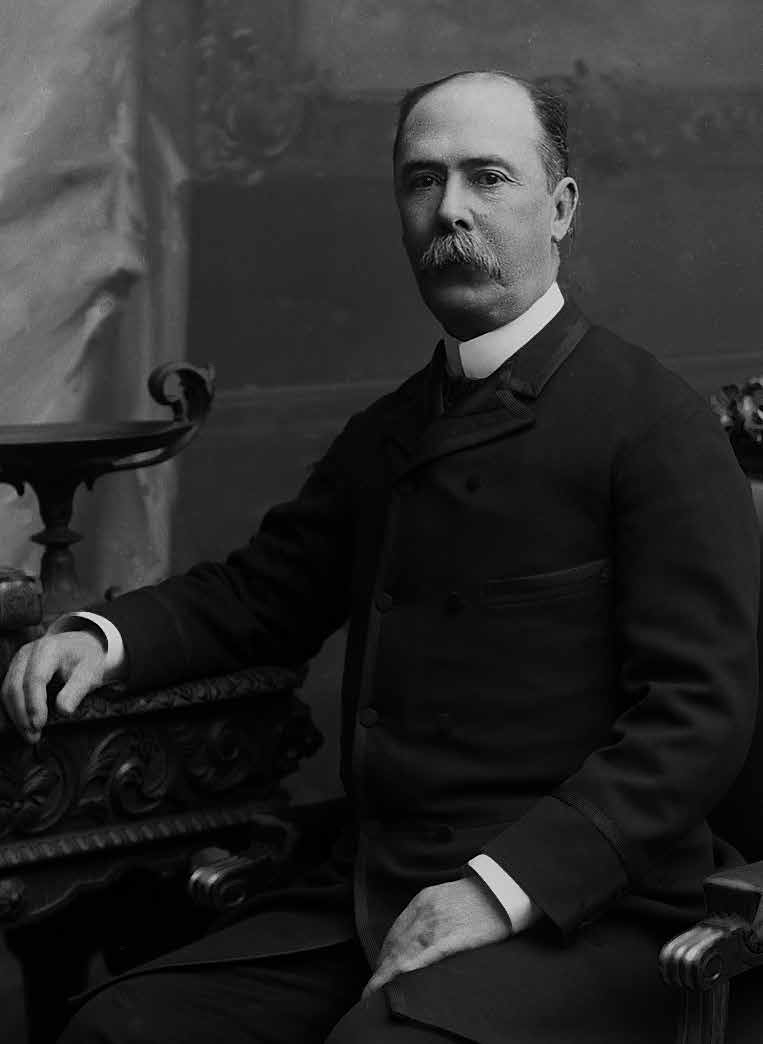
Manuel Yrigoyen, a fines del.

Durante el alejamiento del poder del Partido Constitucional, en cuyas filas siempre militó, Yrigoyen permaneció recluido en la tranquilidad del hogar, rechazando siempre toda intervención en la gerencia de los asuntos públicos, hasta que en 1902, comisionado por Lino Alarco, estableció las primeras bases de la Alianza Civil-Constitucional, con Isaac Alzamora y Alejandro Deustua, delegados de aquel otro importante partido.
Fue entonces que se consideró a Yrigoyen como candidato de fuerza para la primera vicepresidencia de la República del Perú, período en que había de unirse con Manuel Candamo, pero pidió a sus correligionarios que no fuera exhibida su candidatura.

## Senador por Junín (1903-1912). Presidente del Senado (1905)
En 1903 fue elegido, nuevamente, senador por Junín, cargo que ejerció hasta 1912 tras sucesivas reelecciones. En 1904 fue elegido primer vicepresidente del Senado, y habiendo sido elegido el presidente Rafael Villanueva Cortez vocal del Tribunal Supremo, presidió aquel alto cuerpo legislativo durante los cuatro congresos extraordinarios de aquel año. Al siguiente, en 1905, sus co-representantes lo llevaron a la presidencia de la misma Cámara de Senadores, desempeñando este cargo con la misma tranquila y reflexiva serenidad que ponía en todos sus actos, y mereciendo por su imparcialidad y rectitud, repetidos aplausos de los correligionarios y de la oposición.
Desde abril de 1905 ejerció la Presidencia del Partido Constitucional, por ausencia de su jefe, el general Cáceres, hasta noviembre del mismo año, en que debiendo partir a Europa en comisión del gobierno, presentó su renuncia, la cual fue aceptada por la Junta Central Directiva, con públicas manifestaciones de pesar.
Además de otros cargos, Manuel Yrigoyen fue miembro, casi sin interrupción, de la Comisión Consultiva del Ministerio de Relaciones Exteriores del Perú, y desempeñó la presidencia de la Comisión Diplomática del Congreso de su país.
En 1909 fue elegido nuevamente senador por el departamento de Junín, representación que ejerció hasta su fallecimiento a la edad de 82 años.

## Condecoraciones y distinciones

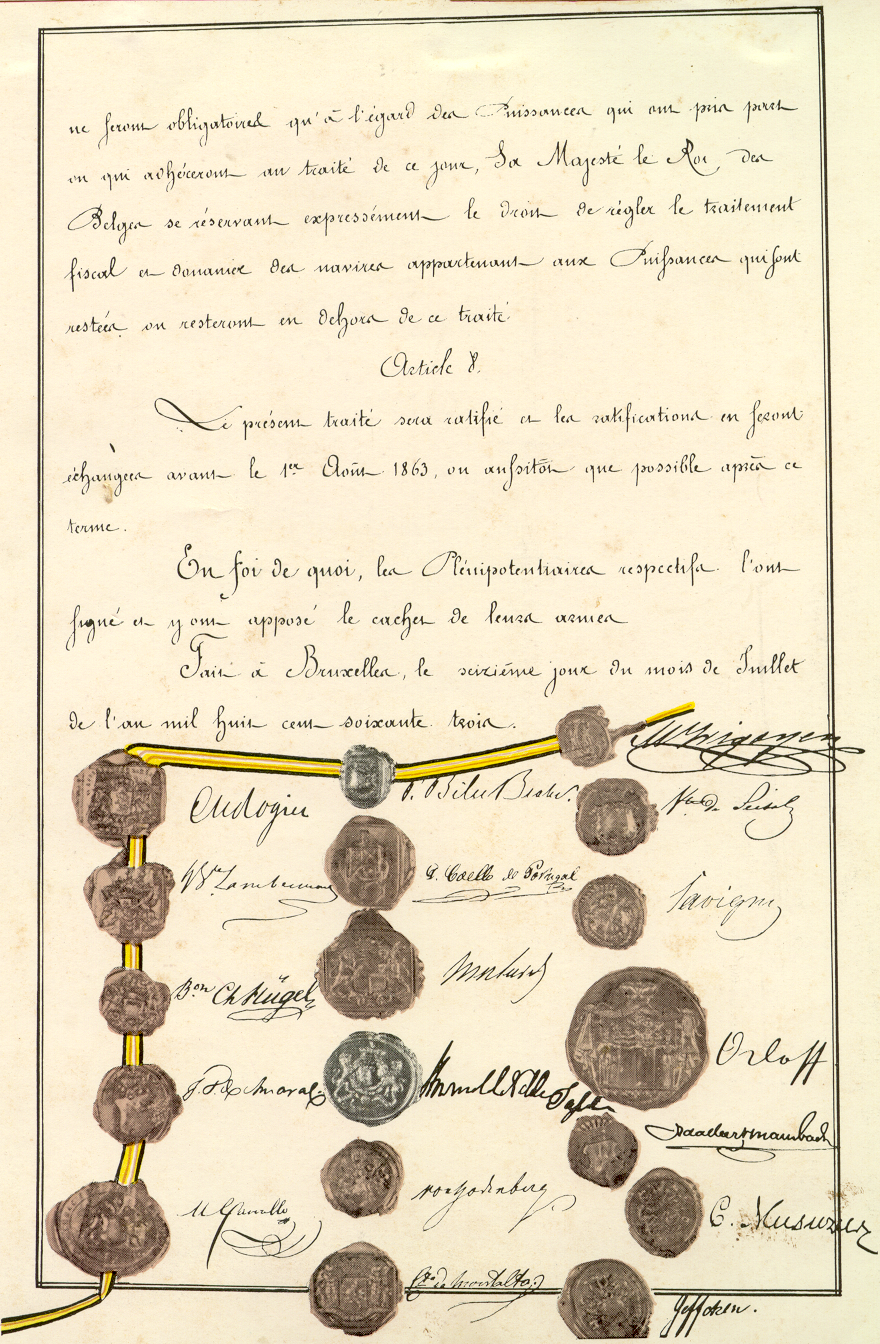
Acta de Libre Navegación del Escalda

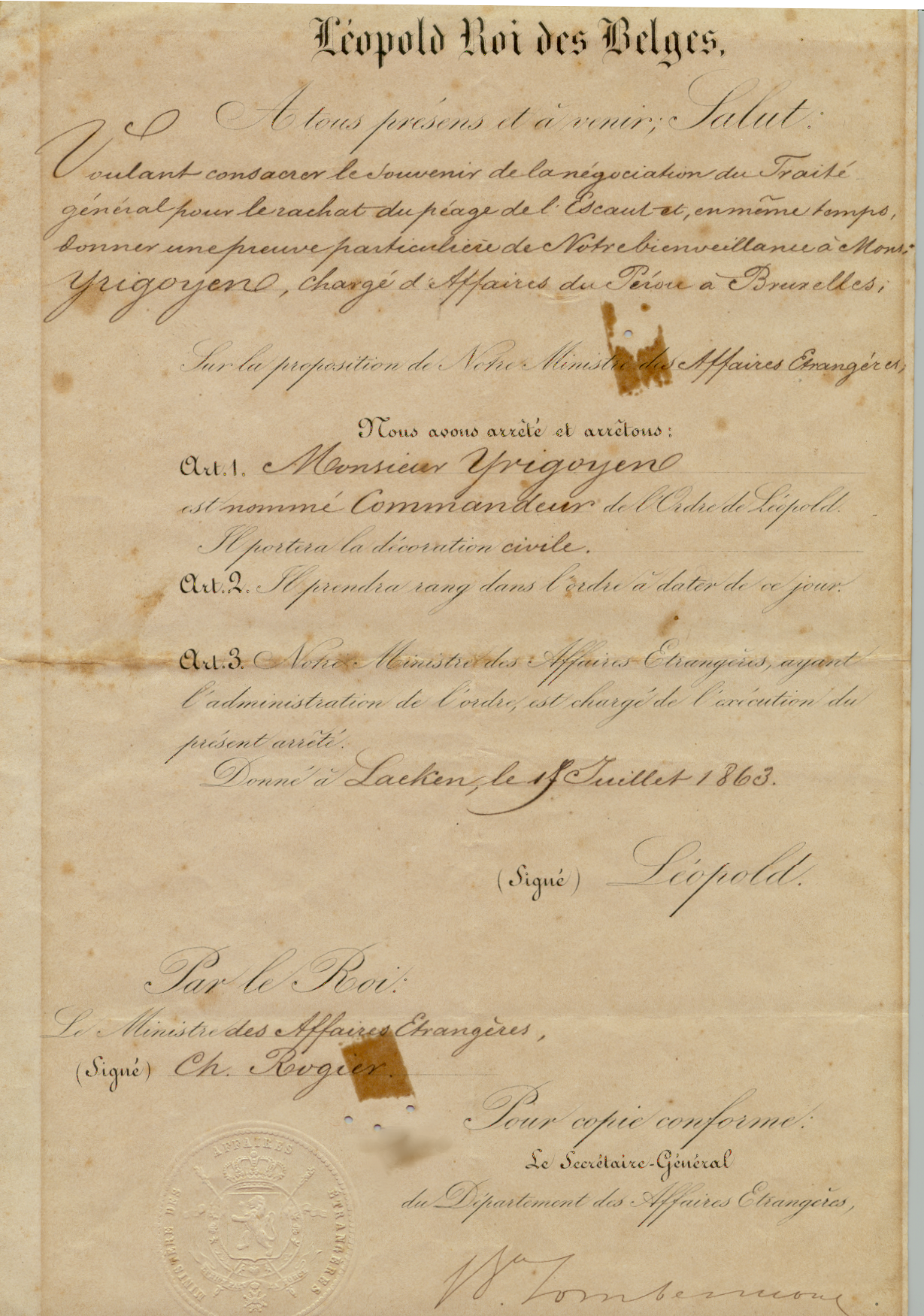
Condecoración de Comendador Orden de Leopoldo

El mismo rey de Bélgica Leopoldo I le concedió la Orden del Comendador, con motivo del Tratado de Libre Navegación del Escalda, sancionado en el Congreso de Plenipotenciarios que reunió en Bruselas, y al que Manuel Yrigoyen Arias asistió en representación del Perú.
El Instituto de África, encargado de la campaña contra la venta de esclavos, lo nombró Presidente Honorario en 1865.

## Homenajes póstumos
El mismo día de su fallecimiento, en consideración a los importantes servicios prestados al país, el Consejo de Ministros, dictó un Decreto Supremo mediante el cual acordó tributar al citado senador por Junín, Manuel Yrigoyen Arias, los honores de ministro de Estado.
Igualmente al recibir la noticia fue convocada a sesión de Junta Central la Directiva del Partido Constitucional, del cual fue su primer vicepresidente, acordando declararse en duelo, enviar una cruz, y encomendar a Hildebrando Fuentes que pronuncie un discurso en el cementerio; a David Matto, Belisario Sosa, Nicanor M. Carmona, Hildebrando Fuentes y Lizardo Franco, para que representen a la Junta en la traslación de los restos; y a los Secretarios Franco, Llosa y Rivero para que expresen a la familia las condolencias del partido.
Por otro lado la Cámara de Diputados dirige ese mismo día, 5 de junio, un comunicado a la Cámara de Senadores, manifestando su pesar por el sensible fallecimiento de Manuel Yrigoyen Arias, antiguo parlamentario.
En mérito al Decreto publicado por el Consejo de Ministros, ese mismo día por la noche desde el Balneario de Chorrillos, se trasladan sus restos a la iglesia de La Merced, en Lima, para los funerales que se llevaron a cabo al día siguiente. La guardia de honor estaba formada por una sección del Batallón N.º 7, con bandera y banda de músicos.
El cortejo desfiló por el Jirón de la Unión hasta el templo de La Merced. El duelo fue arrastrado por sus hijos.
Al día siguiente a partir de las 09:00 horas, con el objeto de tributar al extinto los honores que le correspondían, formaban filas en las inmediaciones del templo de La Merced, los batallones Nos. 9 y 15, un grupo de Artillería de Montaña, y el Escuadrón del Regimiento de Caballería N.º 3, que eran los cuerpos del Ejército destinados por el Estado Mayor General para tributar al extinto los honores militares. La línea era comandada por el Coronel Juan A. Nieto. Luego al inhumarse el cadáver esta artillería hizo una salva de nueve cañonazos.
Una Compañía del Batallón N.º 7, al mando del capitán Cigarán con su respectivo estandarte montaba guardia junto al catafalco.
De parte del gobierno estaban presentes el edecán del Presidente de la República, comandante Alfajeme; los Ministros de Estado Plácido Jiménez (Gobierno); Germán Leguía y Martínez (Relaciones Exteriores); y Ernesto L. Páez (Hacienda); los presidentes del Senado, Agustín Tovar Aguilar, y de la Cámara de Diputados, Roberto Leguía; los Ministros del Brasil, Cockrane de Alencar; de Italia, Agnoli; del Ecuador, Aguirre y Aparicio; y, de Bélgica, Guislain; y Comisiones del Estado Mayor del Ejército.
La misa fue oficiada por su sobrino, monseñor Carlos García Yrigoyen, obispo de Trujillo, asistido por miembros de la comunidad mercedaria, corriendo la parte musical a cargo de una orquesta de profesores bajo la dirección del maestro Chávez.
En el cementerio tomaron las cintas el edecán del Presidente, comandante Alfajeme; por la Comisión de Duelo de la Cámara de Diputados, Alejandro Aza; el ministro de Estado, Jiménez; el general Juan Norberto Eléspuru; el director de la Beneficencia, José Antonio Miró Quesada; y en representación de la familia, Carlos Rospigliosi Vigil.
Antes de inhumarse los restos el senador por Lima, Javier Prado Ugarteche pronunció un discurso por la memoria de Yrigoyen Arias.
Acto seguido en representación del Partido Constitucional, Hildebrando Fuentes pronunció otro discurso.

## Familia

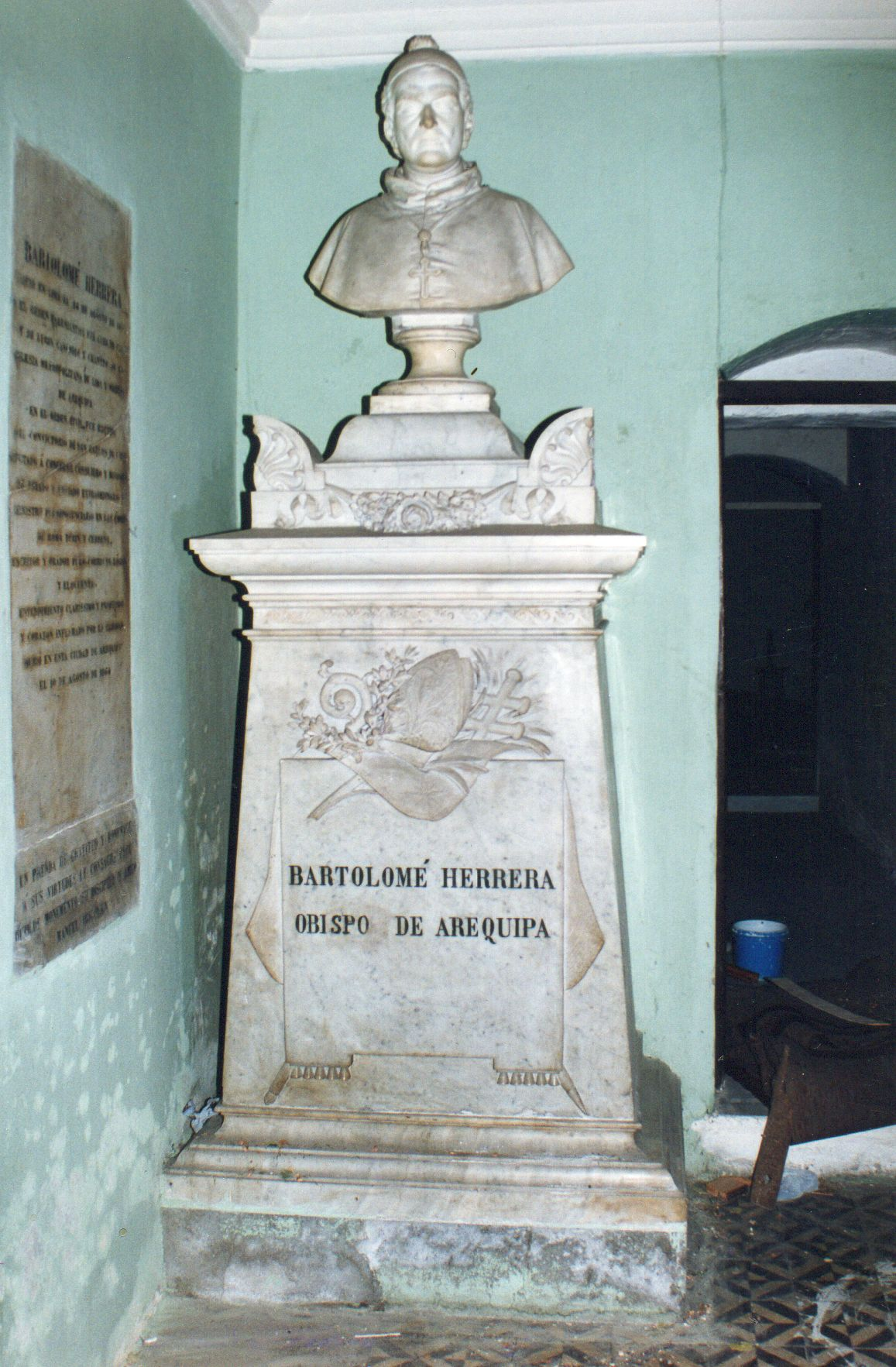
Monumento de Bartolomé Herrera, Obispo de Arequipa, donado por Manuel Yrigoyen Arias, considerado su discípulo y amigo, en gratitud y homenaje a sus virtudes. Obra ubicada en el cementerio de la Catedral de Arequipa.

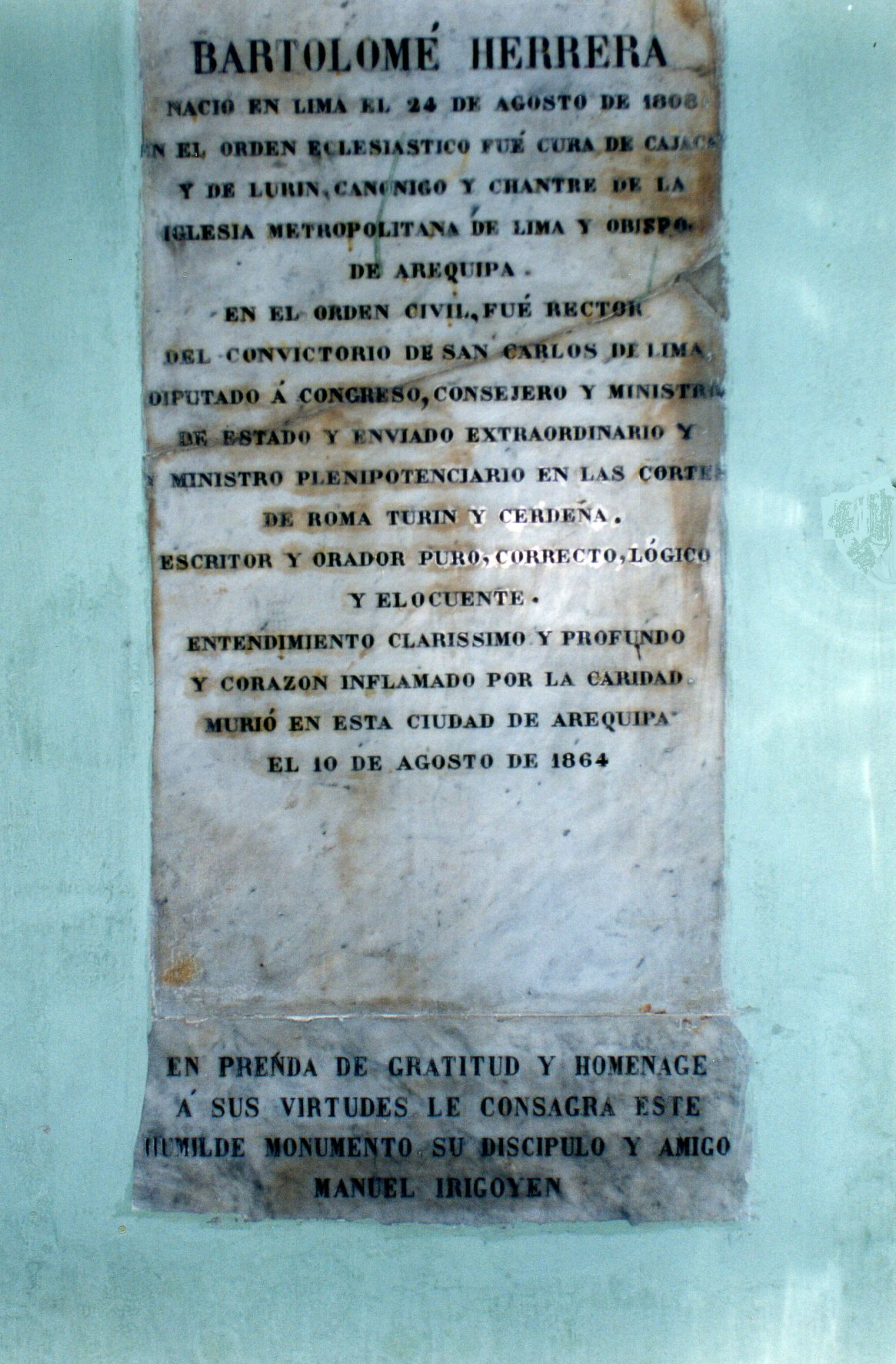
Placa Recordatoria Monumento Bartolomé Herrera

Manuel Yrigoyen Arias contrajo matrimonio en el Sagrario de la Catedral de Lima el 9 de mayo de 1861, con Mercedes Diez Canseco Olazábal, perteneciente a familias pudientes españolas y arequipeñas. Nacida en Arequipa en el año 1826 y fallecida en Chorrillos el 7 de febrero de 1923. Hija del general Manuel Diez Canseco Corbacho, y de Gabina Olazábal y Abril de Diez Canseco; y sobrina carnal de Francisca Diez Canseco Corbacho, esposa del Gran Mariscal Ramón Castilla, Presidente de la República del Perú, quienes apadrinaron la boda. Fue Mercedes descendiente de Juan de la Torre, uno de los Trece de la Isla del Gallo.
Descendientes suyos son el ex canciller José Antonio García Belaúnde y el congresista Víctor Andrés García Belaúnde.

## Defunción

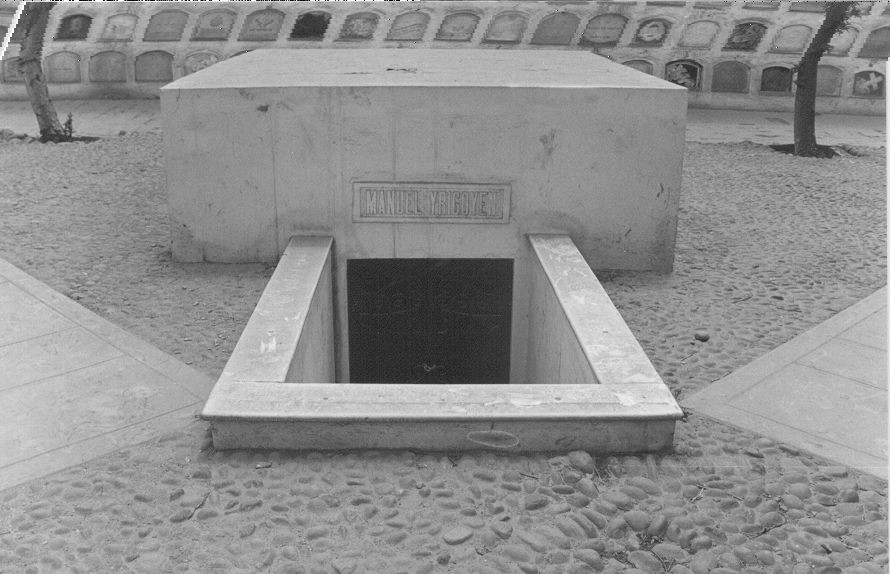
Mausoleo Manuel Yrigoyen, cementerio Presbítero Maestro (Lima), 4.ª puerta, costado Cuartel Sta. Elena

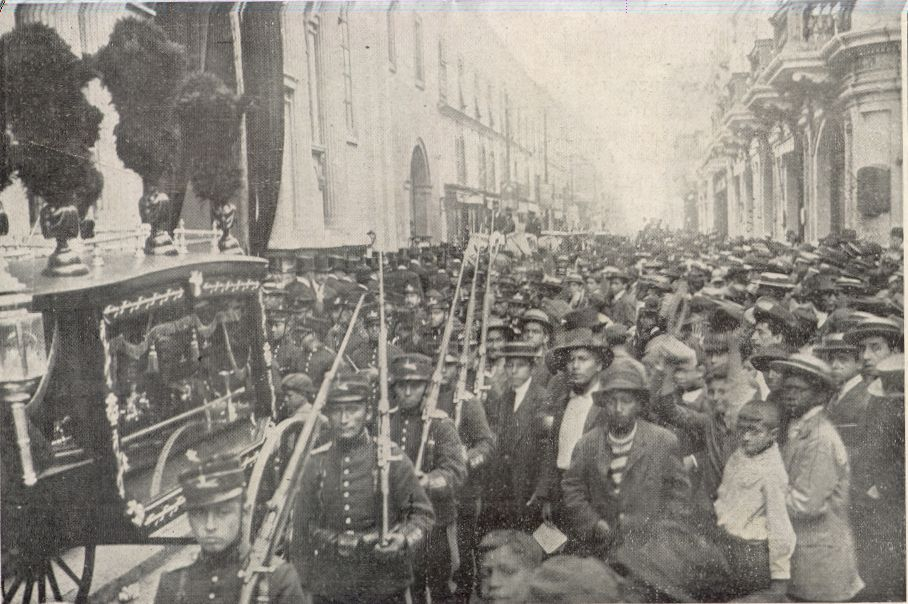
Funerales Manuel Yrigoyen Arias

Los restos de Manuel Yrigoyen Arias fueron sepultados en Lima, en el Mausoleo de su propiedad y mismo nombre, ubicado a la altura del Cuartel Santa Elena, ingresando por la cuarta puerta del cementerio Presbítero Matías Maestro, donde también reposan los restos de sus familiares antes mencionados.